# Moblin
Moblin är en Linuxdistribution som är utvecklad av Intel. Det är främst utvecklat för Netbooks och Nettops.
På Mobile World Congress i februari 2010 meddelade Nokia och Intel att Moblinprojektet skulle gå samman med Maemo för att skapa den mobila mjukvaruplattformen Meego.